# Thomas Stangl (Philologe)
Thomas Stangl (* 21. Dezember 1854 in Aufhausen bei Regensburg; † 4. August 1921 in Würzburg) war ein deutscher Klassischer Philologe, insbesondere Latinist. Bleibende Verdienste sind seine Texteditionen und Studien zur handschriftlichen Überlieferung und antiken Kommentierung der rhetorischen Schriften Ciceros.

## Leben
Thomas Stangl, der Sohn eines Rotgerbermeisters, besuchte das königliche Lyzeum in Regensburg und studierte anschließend Klassische Philologie an der Ludwig-Maximilians-Universität München. Bereits als Student unternahm er ausgedehnte Handschriftenstudien in den bayerischen Bibliotheken. In seiner Dissertation (erschienen in Gotha 1882) behandelte er den spätantiken Kommentar des Rhetors Boethius zu Ciceros Topica. Nach seiner Promotion zum Dr. phil. folgte im Juni 1883 die Habilitation und Ernennung zum Privatdozenten an der Universität, an der Stangl jedoch keine feste Anstellung fand. Er unterrichtete am Ludwigsgymnasium und ab dem 21. August 1887 am Luitpold-Gymnasium, wo er den Professorentitel erhielt.
Auch während dieser Zeit setzte Stangl seine wissenschaftlichen Studien fort. Seine in kurzer Folge erschienenen Veröffentlichungen, die teils selbständig, teils als Beilage zum Schulprogramm des Luitpold-Gymnasiums erschienen, wurden von den Fachkollegen wohlwollend aufgenommen. Als Stangl schon im fortgeschrittenen Alter war, eröffnete sich ihm schließlich auch die Universitätslaufbahn: Zum 1. Oktober 1900 wurde er als außerordentlicher Professor für Klassische Philologie an die Universität Würzburg berufen, wo er das neu eingerichtete philologische Proseminar leitete. 1908 erhielt er Titel und Rang eines ordentlichen Professors, 1919 auch die vollen Rechte. Nach seinem Tod im 67. Lebensjahr wurde er in seinem Geburtsort Aufhausen beigesetzt.
Stangl war Ehrenmitglied der katholischen Studentenverbindungen KDStV Cheruscia Würzburg (1896) und KDStV Gothia Würzburg (1908), beide im CV, sowie der Katholischen Bayerischen Studentenverbindung Rhaetia München-Würzburg (1911).

## Werk
Stangls wissenschaftliche Arbeit galt der lateinischen Literatur der gesamten Antike. Schwerpunkte setzte er methodisch auf die Überlieferungsgeschichte und Textkritik, inhaltlich (seit dem Studium) auf Ciceros rhetorische Schriften und deren antike Erklärer; dazu kamen in späteren Jahren der Grammatiker Virgilius Maro und der Alexanderhistoriker Quintus Curtius Rufus. Stangls wichtigste Leistungen liegen in seinen Beiträgen zur genauen Kenntnis der handschriftlichen Überlieferung Ciceros: Er verglich mehrere Handschriften, wofür er gelegentlich weite Reisen unternahm (beispielsweise 1889 nach Sizilien), und schuf so die Grundlage für die Editionsarbeit.
Seine Forschungsergebnisse schlugen sich nicht nur in zahllosen Einzelpublikationen (Aufsätze, Miszellen, Programmabhandlungen und Rezensionen) nieder, sondern auch in Editionen: Stangl veröffentlichte kritische Editionen von Ciceros Schriften Orator (1885), Brutus de claris oratoribus (1886) und De oratore (1893) und vom sogenannten Gronov-Scholiasten (1884). Für die Cicero-Kommentatoren (Scholiasten) bereitete er eine zusammenfassende Edition vor, von der er nur einen Band abschloss (1912) mit den Scholien des Asconius Pedianus und zahlreichen anonymen oder pseudonymen Scholien älterer und jüngerer Zeit. Die Bände 1 und 3 (Überlieferungsgeschichte und Indizes) erschienen nicht. Die Ausgabe ist bis heute maßgeblich geblieben und wurde zuletzt 2013 nachgedruckt. Die Alexandergeschichte des Quintus Curtius Rufus gab Stangl 1902 für den Schulgebrauch heraus. Er bereitete auch eine größere kritische Edition vor, die er jedoch bis zu seinem Tod nicht abschloss.
Stangl beteiligte sich auch an der Arbeit des Thesaurus Linguae Latinae, für den er in der Anfangszeit die Cicero-Scholien exzerpierte und die Auszüge zu Cicero De oratore prüfte. Ab 1914 war er Fahnenleser.

## Schriften (Auswahl)
- Boethiana vel Boethii commentariorum in Ciceronis Topica emendationes ex octo codicibus haustas et auctas observationibus grammaticis. Gotha 1882 (Dissertation, Ludwig-Maximilians-Universität München)
- Der sogenannte Gronovscholiast zu elf ciceronischen Reden. Ueberlieferung, Text und Sprache auf Grund einer Neuvergleichung der Leydener Handschrift dargestellt. Prag/Leipzig 1884
- M. Tulli Ciceronis Orator ad M. Brutum. Recensuit Th. Stangl. Wien/Prag 1885
- M. Tulli Ciceronis Brutus de claris oratoribus. Recensuit Th. Stangl. Wien/Prag 1886
- Tulliana et Mario-Victoriniana. Kleine Nachträge zu K. Halms Text des Victorinischen Kommentares zu Ciceros Rhetorik. München 1888 (Programm des Luitpold-Gymnasiums)
- Virgiliana. Die grammatischen Schriften des Galliers Virgilius Maro auf Grund einer erstmaligen Vergleichung der Handschrift von Amiens und einer erneuten der Handschriften von Paris und Neapel textkritisch untersucht. München 1891 (Programm des Luitpold-Gymnasiums)
- M. Tulli Ciceronis De oratore libri tres. Recensuit Th. Stangl. Wien/Prag 1893
- Bobiensia. Neue Beiträge zur Textkritik und Sprache der Bobienser Ciceroscholien. München 1894 (Programm des Luitpold-Gymnasiums)
- Tulliana. Der Text des Thesaurus linguae Latinae zu Cicero De oratore in ausgewählten Stellen besprochen. München 1897 (Programm des Luitpold-Gymnasiums)
- Q. Curti Rufi Historiarum Alexandri Magni Macedonis libri qui supersunt. Für den Schulgebrauch herausgegeben. Leipzig/Wien 1902
- Pseudoasconiana. Textgestaltung und Sprache der anonymen Scholien zu Ciceros vier ersten Verrinen auf Grund der erstmals verwerteten ältesten Handschriften. Paderborn 1909. Nachdruck New York 1967
- Ciceronis orationum scholiastae: Asconius, Scholia Bobiensia, Scholia Pseudasconii Sangallensia, Scholia Cluniacensia et recentiora Ambrosiana ac Vaticana, Scholia Lugdunensia sive Gronoviana et eorum excerpta Lugdunensia. Commentarii. Band 2, Wien 1912 (mehr nicht erschienen). Nachdrucke Hildesheim 1964, 2013